# Орнільйос-дель-Каміно
Орнільйос-дель-Каміно (ісп. Hornillos del Camino) — муніципалітет в Іспанії, у складі автономної спільноти Кастилія-і-Леон, у провінції Бургос. Населення — 61 особа (2010).
Муніципалітет розташований на відстані близько 210 км на північ від Мадрида, 19 км на захід від Бургоса.

## Демографія
Динаміка населення (INE ):